# 吉亚梅茨
吉亚梅茨（西班牙語：Guiamets）是西班牙加泰罗尼亚塔拉戈纳省的一个市镇。总面积12平方公里，总人口304人（2001年），人口密度25人/平方公里。